# Gonoorukoppa, Malur
Gonoorukoppa là một làng thuộc tehsil Malur, huyện Kolar, bang Karnataka, Ấn Độ.